# Parochie van de Heilige Willibrord (Deurne)
De Parochie van de Heilige Willibrord is sinds 1 januari 2007 de officiële benaming van de parochie van Deurne. De parochie ontstond op die datum door een fusie van de voormalige parochies Sint-Willibrordus (centrum), Sint-Jozef (Sint-Jozefparochie), Sint-Willibrordus (Zeilberg), H. Gerardus Majella (Walsberg) en de H. Geestparochie (Deurne-West). Ze werkten al eerder samen als pastorale eenheid.
De parochie heeft de beschikking over 4 kerkgebouwen en één kapel:
- Sint-Willibrorduskerk (Deurne)
- Sint-Jozefkerk (Sint-Jozefparochie)
- Sint-Willibrorduskerk (Zeilberg)
- H. Gerardus Majellakerk (Walsberg)
- Sint-Willibrorduskapel (Verzorgingshuis de Nieuwenhof)

De H. Geestkerk werd al eerder afgestoten, de kerken in Zeilberg en Walsberg volgen vanaf 2010. Andere kerkelijke gebouwen in het dorp Deurne, zoals de Maria Vredeskapel, de Antoniuskapel aan het Haageind en de Corneliuskapel aan de Blasiusstraat zijn eigendom van private partijen.

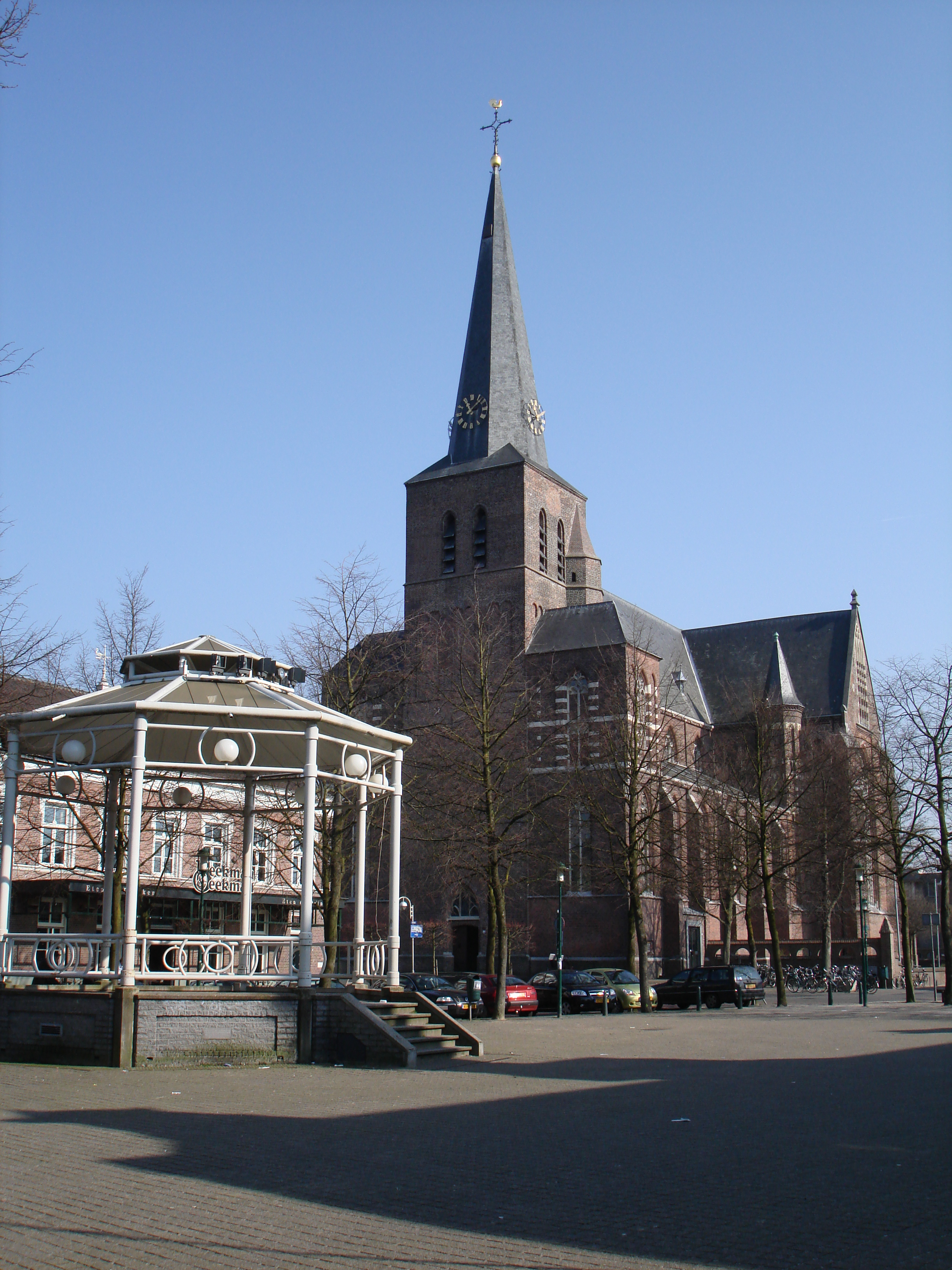
De Willibrorduskerk in Deurne.
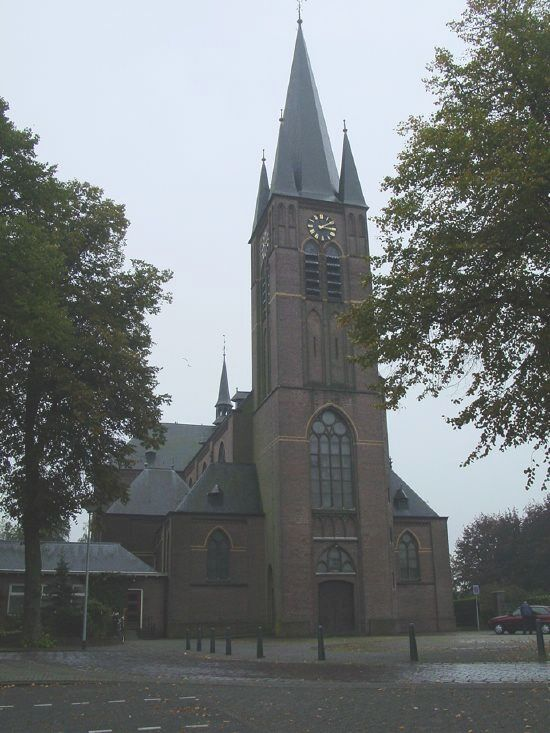
De Willibrorduskerk in Zeilberg.

## Trivia
Vóór 1914 was het gebied van de huidige Parochie van de Heilige Willibrord eveneens één parochie, met de Sint-Willibrorduskerk aan de Markt in Deurne als kerkgebouw. Door afsplitsingen in de 20e eeuw ontstonden 4 nieuwe parochies in het dorp, naast de oude die bleef bestaan. Door teruglopend kerkbezoek en een tekort aan pastoors volgde de fusie, waarmee een historische situatie werd hersteld.